# أندريه لوتيرير
أندريه لوتيرير (بالألمانية: André Lotterer)‏ مواليد 19 نوفمبر 1981 في دويسبورغ، هو سائق فورملا 1 ألماني بدأ مسيرته الاحترافية سنة 2014. كان أول سباق له هو جائزة بلجيكا الكبرى 2014.

## سباقات شارك فيها
- لو مان 24 ساعة
- بطولة فورمولا 3 الألمانية
- سوبر فورمولا
- بطولة العالم للكارتينغ
- البطولة الأمريكية لسباق السيارات
- بطولة فورمولا 3 البريطانية
- بطولة العالم للتحمل

## روابط خارجية
- أندريه لوتيرير على موقع IMDb (الإنجليزية)
- أندريه لوتيرير على موقع قاعدة بيانات الفيلم (الإنجليزية)
- أندريه لوتيرير على موقع Racing-Reference.info (الإنجليزية)
- أندريه لوتيرير على موقع DriverDB.com (الإنجليزية)